# علي بادو
علي بادو (بالفرنسية: Ali Baddou)‏ هو صحفي ومذيع ومقدم برامج فرنسي من أصل مغربي يقدم برامج تلفزيونية فرنسية على قناة كنال+ وفرانس 5.